# Amélie Šmejkalová
Amélie Šmejkalová (* 16. Februar 2005) ist eine tschechische Tennisspielerin.

## Karriere
Šmejkalová spielt vor allem Turniere der ITF Women’s World Tennis Tour, wo sie bislang je einen Titel im Einzel und im Doppel gewinnen konnte.
2022 startete sie im Januar bei den Australian Open. Im Juniorinneneinzel erreichte sie mit einem 6:4, 3:6 und 6:0 Erstrundensieg gegen Catherine Aulia die zweite Runde, wo sie dann Denislawa Gluschkowa mit 3:6 und 2:6 unterlag. Im Juniorinnendoppel unterlag sie mit Partnerin Tereza Valentová der Paarung Yaroslava Bartashevich und Xenija Saizewa bereits in der ersten Runde mit 1:6 und 3:6.
2023 verlor sie bei den Australian Open im Juniorinneneinzel bereits in der ersten Runde mit 5:7 und 4:6 gegen Sonja Zhiyenbayeva. Im Juniorinnendoppel erreichte sie mit Partnerin Luciana Moyano das Achtelfinale, wo die beiden dann gegen Cara Maria Meșter und ihre Erstrundengegnerin im Einzel, Zhiyenbayeva, mit 4:6 und 5:7 verloren. Im März erhielt sie eine Wildcard für das Hauptfeld der mit 60.000 US-Dollar dotierten Empire Women’s Indoor II, wo sie in der ersten Runde mit 0:6 und 3:6 gegen die Nummer zwei in der Setzliste Julia Grabher verlor. Im Doppel erhielt sie mit Partnerin Adriana Tkachenko ebenso eine Wildcard, konnte diese aber ebenso wenig nutzen wie im Einzel. Bei den French Open unterlag sie im Juniorinneneinzel bereits in der ersten Runde Hannah Klugman mit 2:6 und 0:6. Auch in Wimbledon verlor sie sowohl im Juniorinneneinzel als auch im Juniorinnendoppel bereits in der ersten Runde. Im Juli erhielt sie eine Wildcard für die Qualifikation für das Hauptfeld im Dameneinzel der Livesport Prague Open, ihrem ersten Turnier auf der WTA Tour. Sie verlor jedoch bereits in der ersten Runde mit 3:6 und 2:6 gegen Ankita Raina.

## Turniererfolge

### Einzel
| Nr. | Datum          | Turnier  | Kategorie | Belag     | Finalgegnerin           | Ergebnis |
| --- | -------------- | -------- | --------- | --------- | ----------------------- | -------- |
| 1.  | 7. Januar 2024 | Monastir | ITF W15   | Hartplatz | Tessa Johanna Brockmann | 6:2, 6:3 |

### Doppel
| Nr. | Datum             | Turnier  | Kategorie | Belag     | Partnerin     | Finalgegnerin           | Ergebnis |
| --- | ----------------- | -------- | --------- | --------- | ------------- | ----------------------- | -------- |
| 1.  | 18. November 2023 | Monastir | ITF W15   | Hartplatz | Ana Candiotto | Julita Saner Marie Vogt | 7:5, 6:3 |